# Le Rat et l'Huître
Le Rat et l'Huître est la neuvième fable du livre VIII de Jean de La Fontaine situé dans le second recueil des Fables de La Fontaine, édité pour la première fois en 1678.
La source de cet apologue est l'emblème XCIV d'André Alciat intitulé « Captivus ob gulam » ou un sonnet du XVIe siècle intitulé « Le Rat domestique et l'Ouytre » tiré de son premier recueil Les Fables d’Ésope et d'autres en rime française (1595).

## Morale
La fable contient deux concepts moraux. Elle condamne à la fois l’ignorance présomptueuse et affirme la loi du désert : les grands mangent les petits. L’éloge de l’expérience de vie est évident à travers l’histoire.

## Texte de la fable

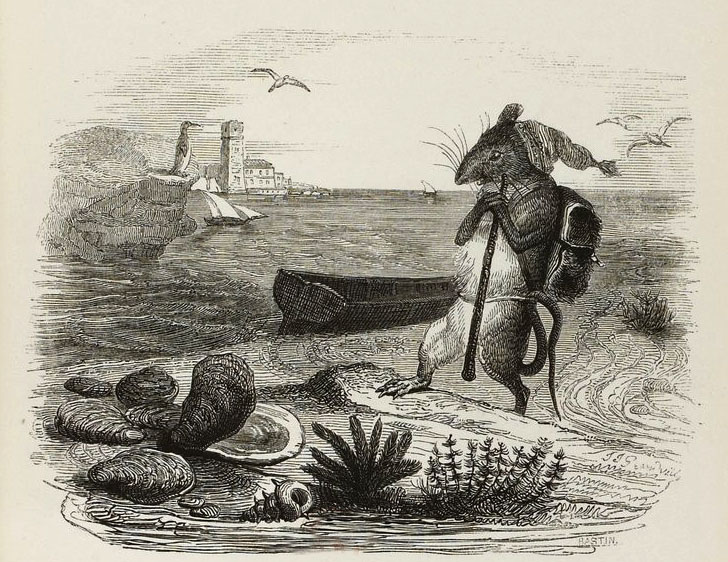
Dessin de Grandville (1838-1840)

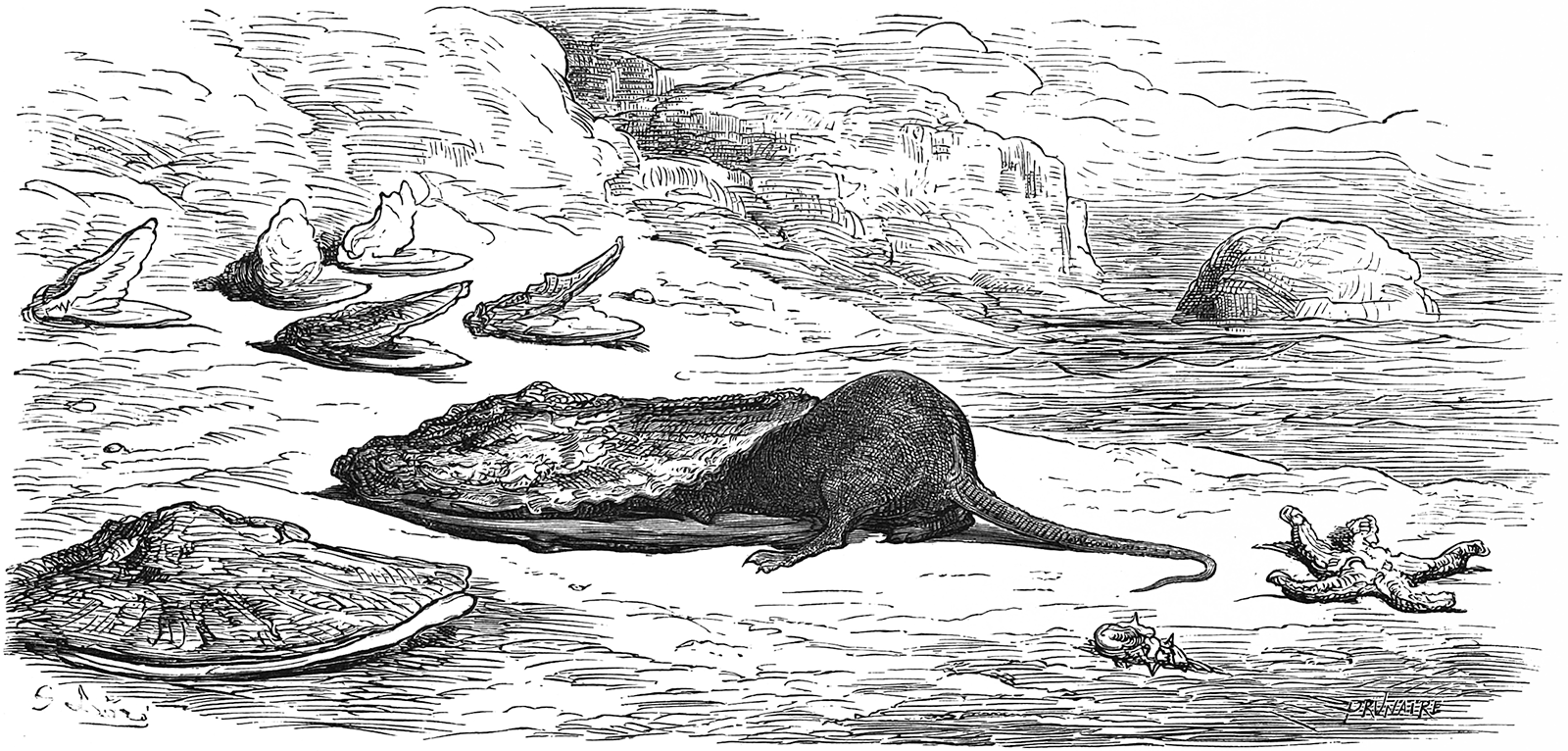
Gravure de Gustave Doré (1876)

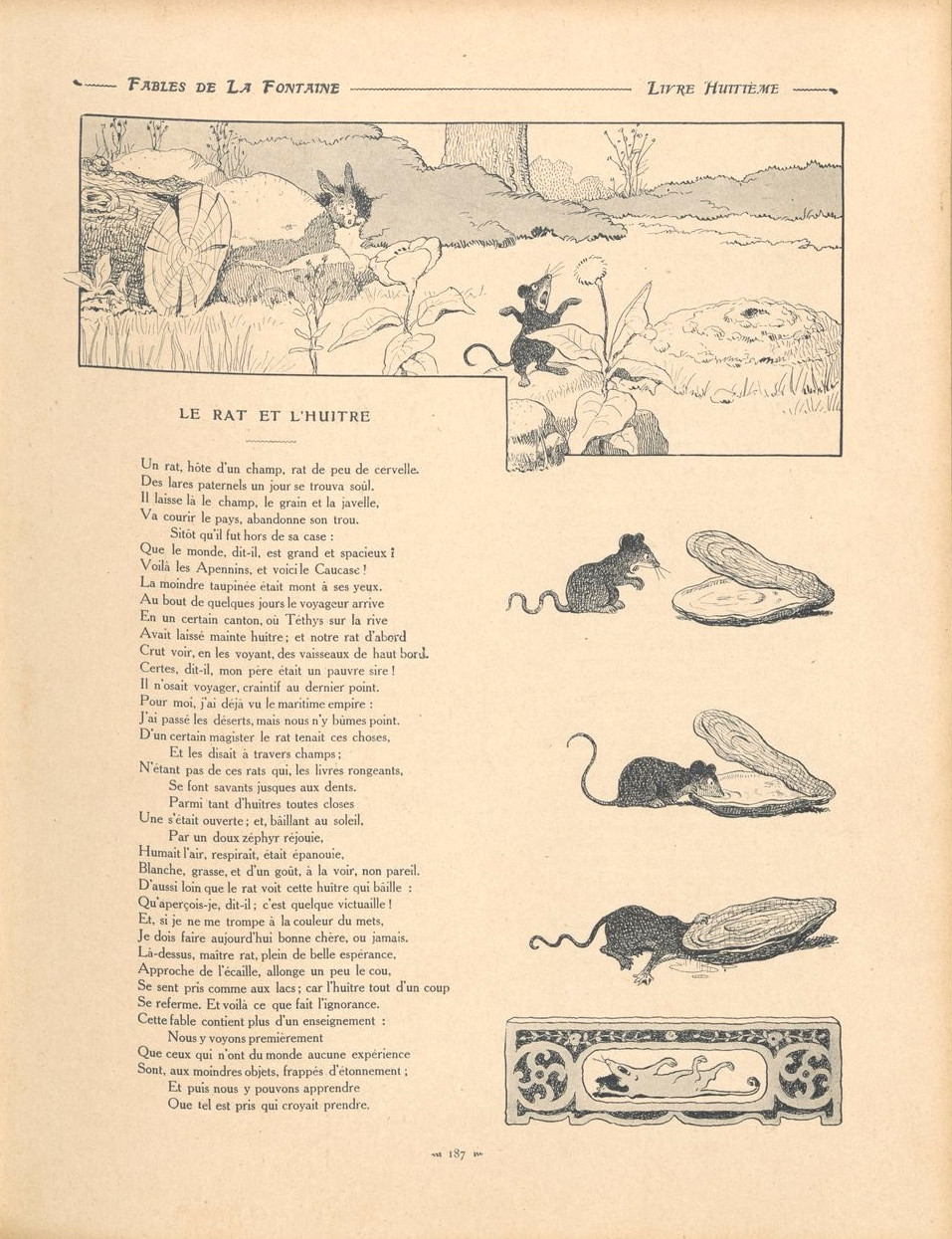
Illustration de Benjamin Rabier (1906)

Un Rat hôte d'un champ, rat de peu de cervelle,

Des lares paternels un jour se trouva soû.

Il laisse là le champ, le grain, et la javelle,

Va courir le pays, abandonne son trou.

Sitôt qu'il fut hors de la case,

Que le monde, dit-il, est grand et spacieux !

Voilà les Apennins, et voici le Caucase.

La moindre taupinée était mont à ses yeux.

Au bout de quelques jours le voyageur arrive

En un certain canton où Thétys sur la rive

Avait laissé mainte huître ; et notre Rat d'abord

Crut voir en les voyant des vaisseaux de haut bord.

Certes, dit-il, mon père était un pauvre sire !

Il n'osait voyager, craintif au dernier point.

Pour moi, j'ai déjà vu le maritime empire :

J'ai passé les déserts, mais nous n'y bûmes point.

D'un certain magister le Rat tenait ces choses,

Et les disait à travers champs ;

N'étant pas de ces rats qui les livres rongeants

Se font savants jusques aux dents.

Parmi tant d'huîtres toutes closes,

Une s'était ouverte, et bâillant au soleil,

Par un doux zéphir réjouie,

Humait l'air, respirait, était épanouie,

Blanche, grasse, et d'un goût, à la voir, nonpareil.

D'aussi loin que le Rat voit cette Huître qui bâille :

"Qu'aperçois-je ? dit-il, c'est quelque victuaille ;

Et, si je ne me trompe à la couleur du mets,

Je dois faire aujourd'hui bonne chère, ou jamais."

Là-dessus maître Rat plein de belle espérance,

Approche de l'écaille, allonge un peu le cou,

Se sent pris comme aux lacs ; car l'Huître tout d'un coup

Se referme, et voilà ce que fait l'ignorance.

Cette fable contient plus d'un enseignement.

      Nous y voyons premièrement :

Que ceux qui n'ont du monde aucune expérience

Sont aux moindres objets frappés d'étonnement ;

      Et puis nous y pouvons apprendre,

    Que tel est pris qui croyait prendre.
— Jean de La Fontaine, Fables de La Fontaine, Le Rat et l'Huître, texte établi par Jean-Pierre Collinet, Fables, contes et nouvelles, Gallimard, « Bibliothèque de la Pléiade », 1991, p. 305